# ديفيد غريغز
ديفيد غريغز (بالإنجليزية: David Griggs)‏ هو لاعب كرة قدم أمريكية أمريكي، ولد في 5 فبراير 1967 في كامدن في الولايات المتحدة، وتوفي في 19 يونيو 1995 في فورت لودرديل في الولايات المتحدة.

## وصلات خارجية
- ديفيد غريغز على موقع مرجع كرة القدم المحترفة.كوم (الإنجليزية)